# Esh toukad bekirbi

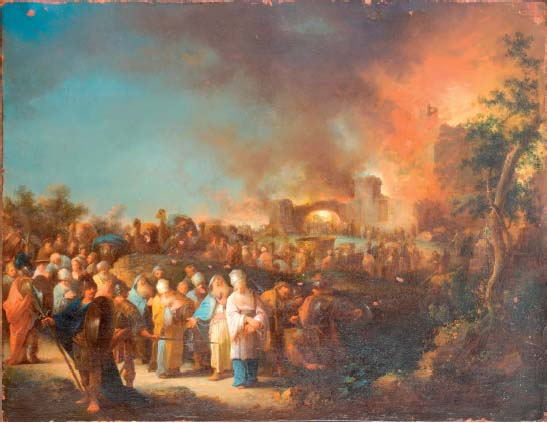
Juifs fuyant Jérusalem lors de la destruction du Temple (J.G. Trautmann, vers 1750.

Esh toukad bekirbi (hébreu : אֵשׁ תּוּקַד בְּקִרְבִּי « Un feu brûle en moi ») est une pièce liturgique juive médiévale, incluse dans le répertoire de kinot (élégies) pour le jeûne du 9 av. 
Le poème, suivant un midrash, met en contraste la glorieuse sortie d’Égypte vers la liberté lors de l’Exode et l’humiliante sortie de Jérusalem vers l’exil lors de la destruction des Temples. Alternant exaltation et désespoir, le poème connaît diverses mises en musique et versions, selon les rites ashkénaze, séfarade, italien et yéménite, témoignant de son ample réception dans la liturgie et la culture juives. Il a de plus inspiré de nombreuses kinot à travers le monde juif, dont une kina homonyme composée par le rabbin Shmuel Wosner pour pleurer la Shoah.

## Présentation du poème

### Historique
L’identité du poète est incertaine car il n’inclut pas son nom dans l’élégie et nombre de rituels s’en tiennent à cette anonymité mais plusieurs contraintes stylistiques démontrent son origine à l’âge d’or de la culture juive en Espagne. Pour Israël Levin, il faut attribuer ce poème à Abraham ibn Ezra, bien qu’il l’ait rangé dans la catégorie « douteux, » car il présente maintes ressemblances cruciales avec la kina A’haï shim’ou na li qui est incluse dans le diwan d’Ibn Ezra. Cependant, l’analyse d’une liste d’œuvres de Juda Halevi conservée dans les archives d’Abraham Firkovich, a suffi à Ezra Fleischer pour l’inclure, comme Dov Yarden, dans le répertoire de cet auteur, plus réputé par ailleurs pour son diwan en général et ses élégies en particulier.

### Thèmes
Alors que les kinot sont souvent basées sur l’un des chapitres du Livre des Lamentations, le poète semble s’être fondé, dans l’esprit comme dans la lettre, sur un midrash d’Eikha Zoutta, retranscrit dans le Yalkout Shimoni Eikha remez 1126 : 

« Autre leçon : “Qui donnera [que] ma tête [devienne] eau et mes yeux source de larmes [afin que je puisse pleurer jour et nuit ceux qu’a vus succomber la fille de mon peuple] !” (Jrm 8:23) […] Le Saint, béni est-Il, a dit : Puissé-je n’être pas descendu sur le mont Sinaï et leur avoir donné la Torah pour qu’ils ne la transgressent pas et ne soient pas punis par elle […] Viens et vois : Moïse les louait par “qui donnera”, ainsi qu’il est dit “Qui donnera que leurs cœurs demeurent [à me craindre et à garder tous mes commandements, afin qu’ils soient heureux, et leurs enfants aussi, à jamais] !” (Dt 5:25), Jérémie a dit “Qui donnera que ma tête devienne eau”, et Daniel [a conclu] “C’est lui qui modifie les temps et les époques” (Dan 2:21) : 
Lorsqu’Israël est sorti d’Égypte, Moïse a dit “H’ sauva, en ce jour, Israël de la main de l’Égypte” (Ex 14:30), et lorsqu’Israël est sorti de Jérusalem, Jérémie a dit “H’ m’a livrée entre des mains contre lesquelles je ne puis me défendre” (Lam 1:14) […]
Lorsqu’Israël est sorti d’Égypte, Moïse a dit “Et la nuée divine était au-dessus d’eux, le jour (Nb 10:34), et lorsqu’Israël est sorti de Jérusalem, Jérémie a dit “Tu t’es entouré de nuées, pour empêcher les prières de passer” (Lam 3:44)
Lorsqu’ils sont sortis d’Égypte, c’est en chantant qu’ils sont sortis, ainsi qu’il est dit “Alors Moïse et les enfants d'Israël chantèrent ce chant”  (Ex 15:1), et lorsqu’ils sont sortis de Jérusalem, c’est en pleurant qu’ils sont sortis, ainsi qu’il est dit “Elle en pleure, des pleurs  dans la nuit, les larmes inondent ses joues” (Lam 1:2). »

Le midrash met en parallèle l’exode hors d’Égypte et la chute de Jérusalem mais plutôt que de traiter de ces deux réalités comme antinomiques puisque situées aux deux pôles de la période biblique, tant d’un point de vue historique que politique (l’une marque la naissance du peuple d’Israël tandis que l’autre signe la disparition, fût-elle momentanée, de la nation juive), il choisit, au vu de mots-clés partagés, de présenter ces moments-clés de l’histoire d’Israël comme deux « sorties » procédant toutes deux de la volonté divine. 
Cette comparaison entre Moïse et Jérémie pourrait trouver sa source dans la Bible, où la mort de Ghedalia parachève la sortie de Jérusalem par un retour en Égypte (2R 25:25-26) ; elle aurait ensuite été combinée dans les Talmuds et le Midrash au thème de la haine gratuite (he) qui, s’emparant des frères de Joseph, aurait causé la première descente en Égypte puis, consommant Ishmaël ben Netanya, la seconde, avant de consumer le second temple de Jérusalem en raison de la zizanie qu’elle aurait semé parmi ses habitants (selon le Talmud de Babylone, la Grande révolte des Juifs contre Rome commença par une dispute évitable au sujet de dénommés Qamtsa et Bar Qamtsa). Ces deux thèmes se retrouvent dans la qedoushta de Yannaï intitulée Azkira yamim beyamim (« J’évoquerai des jours par des jours ») qui a inspiré à Eléazar Hakalir la kina Ouvkhen Moshe amar, conservée dans le rite romaniote ; or, contrairement à Yannaï dont l’œuvre s’est cantonnée à la Palestine byzantine, les pièces d’Eléazar Hakalir sont parvenues en Europe, et auraient pu influencer le poème.
Le poète mène donc son lecteur au désespoir sur vingt-deux stances, ordonnées selon l’alphabet hébreu. Chaque stance est composée de deux vers à rime double: dans la première partie du distique, le cœur se gonfle à l’évocation des miracles qui ont marqué la sortie d’Égypte, depuis l’exode jusqu’à la fin de la traversée du désert ; dans la seconde en revanche, c’est la poitrine qui se gonfle lorsqu’au premier hémistiche qui reprend étroitement les images de la première, succède le second qui souligne avec acuité tout le contraste entre l’éloignement divin à la limite de l’abandon, et la proximité divine qu’elle évoquait un vers à peine plus haut. 
L’utilisation d’un vaste répertoire biblique, remanié sous sa plume et occasionnellement agrémenté de traditions orales autour de ces versets, permet au poète de se répéter dans une même stance sans pour autant tomber dans la redondance entre elles — le premier des couplets de l’acrostiche compare les situations sous l’angle des eaux, comme le midrash, un autre sous celui de la nourriture et la boissons, un troisième contraste entre célébrations de l’évènement joyeux et commémorations des souvenirs douloureux, et ainsi de suite selon le nombre auquel le contraint les vingt-deux lettres de l’alphabet hébreu. Il élargit le champ du midrash lorsqu’il évoque, après les auteurs babyloniens de la dévastation du Premier Temple, les Romains responsables de la destruction du Second. Dans la dernière stance, à l’exception du rite de Provence, le poète inverse son propos : la rédemption d’Égypte, toute glorieuse fût-elle, n’était qu’un préliminaire au salut véritable, « mon retour à Jérusalem ».

### Texte hébraïque et traduction
| #  | Traduction | Transcription | Hébreu                                                                                  |
| -- | --- | --- | --------------------------------------------------------------------------------------- |
|    | Un feu brûle en mes entrailles, quand se rappelle mon poitrail, de quand je sortis d’Égypte, Et complaintes [et soupirs], afin de me souvenir, quand je sortis de Jérusalem.            | ʿesh touqad beqirbi behaʿaloti ʿal levavi betsēʾti miMitsrayim vèqinim ʾaʿira lemaʿan azkira betsēʾti miYroushalayim       | אֵשׁ תּוּקַד בְּקִרְבִּי / בְּהַעֲלוֹתִי עַל לְבָבִי בְּצֵאתִי מִמִּצְרָיִם. וְקִינִים אָעִירָה / לְמַעַן אַזְכִּירָה בְּצֵאתִי מִירוּשָׁלָיִם |
|    | Alors Moïse chanta, un chant qu’on n’oubliera pas, lorsque je sortis d’Égypte. Et Jérémie se lamenta, et sanglot se fit sanglota, quand je sortis de Jérusalem.                         | ʾaz yashir Moshe shir loʾ yenashe betsēʾti miMitsrayim vayqonen Yirmiya venaha nehi nihya betsēʾti miYroushalayim          | אָז יָשִׁיר משֶׁה / שִׁיר לֹא יִנָּשֶׁה בְּצֵאתִי מִמִּצְרָיִם. וַיְקוֹנֵן יִרְמְיָה / וְנָהָה נְהִי נִהְיָה בְּצֵאתִי מִירוּשָׁלָיִם     |
|    | Ma Maison fut fondée, et s’y posa la nuée, lorsque je sortis d’Égypte. Et la colère divine se posa, comme une nuée sur moi, quand je sortis de Jérusalem.                               | beiti hitkonan veshakhan heʿanan betsēʾti miMitsrayim vaḥamat ʾel shakhna ʿalaï kaʿanana betsēʾti miYroushalayim           | בֵּיתִי הִתְכּוֹנַן / וְשָׁכַן הֶעָנָן בְּצֵאתִי מִמִּצְרָיִם. וַחֲמַת אֵל שָׁכְנָה / עָלַי כַּעֲנָנָה בְּצֵאתִי מִירוּשָׁלָיִם           |
|    | Les vagues de la mer s’agitèrent, et en muraille montèrent, lorsque je sortis d’Égypte. En trombes déferlèrent, et ma tête inondèrent, quand je sortis de Jérusalem.                    | galei yam hamou oukeḥoma qamou betsēʾti miMitsrayim zedonim shatafou veʿal roshi tsafou betsēʾti miYroushalayim            | גַּלֵּי יָם הָמוּ / וְכַחוֹמָה קָמוּ בְּצֵאתִי מִמִּצְרָיִם. זְדוֹנִים שָׁטָפוּ / וְעַל רֹאשִׁי צָפוּ בְּצֵאתִי מִירוּשָׁלָיִם         |
| 5  | Nourriture du ciel, et du roc l’eau [qui] ruisselle, lorsque je sortis d’Égypte. Armoises, autres glaires, ainsi que les eaux amères, quand je sortis de Jérusalem.                     | dagan shamayim vetsour yazouv mayim betsēʾti miMitsrayim laʿana vetamrourim oumayim hamarim betsēʾti miYroushalayim        | דָּגָן מִשָּׁמַיִם / וְצוּר יָזוּב מַיִם בְּצֵאתִי מִמִּצְרָיִם. לַעֲנָה וְתַמְרוּרִים / וּמַיִם הַמָּרִים בְּצֵאתִי מִירוּשָׁלָיִם       |
|    | Aube et brune je me lève, autour du mont Ḥorev, lorsque je sortis d’Égypte. Pour moi le deuil sonne, sur les rives de Babylone, quand je sortis de Jérusalem.                           | hashkem vehaʿarev sevivot har Ḥorev betsēʾti miMitsrayim qarouʾ ʿalaï evel ʿal neharot Bavel betsēʾti miYroushalayim       | הַשְׁכֵּם וְהַעֲרֵב / סְבִיבוֹת הַר חוֹרֵב בְּצֵאתִי מִמִּצְרָיִם קָרוּא אֱלֵי אֵבֶל / עַל נַהֲרוֹת בָּבֶל בְּצֵאתִי מִירוּשָׁלָיִם     |
|    | L’aspect de la gloire de Dieu, brûle devant moi comme un feu, lorsque je sortis d’Égypte. Une épée acérée, apprêtée à la curée, quand je sortis de Jérusalem.                           | oumarʾē kvod A'donaï k'ēsh ʾokhelet lefanaï betsēʾti miMitsrayim veḥerev letousha latēvaḥ nētousha betsēʾti miYroushalayim | וּמַרְאֶה כְּבוֹד יְיָ / כְּאֵשׁ אוֹכֶלֶת לְפָנַי בְּצֵאתִי מִמִּצְרָיִם וְחֶרֶב לְטוּשָׁה / לַטֶּבַח נְטוּשָׁה בְּצֵאתִי מִירוּשָׁלָיִם      |
|    | Offrande et oblation (en), ainsi que l’huile de l’onction (en), lorsque je sortis d’Égypte. De Dieu la pupille, prise comme brebis à (la) boucherie (he), quand je sortis de Jérusalem. | zevaḥ ouminḥa veshemen hamishḥa betsēʾti miMitsrayim sgoulat El lekouḥa katson lativḥa betsēʾti miYroushalayim             | זֶבַח וּמִנְחָה / וְשֶׁמֶן הַמִּשְׁחָה בְּצֵאתִי מִמִּצְרָיִם סְגֻלַּת אֵל לְקוּחָה / כַּצּאֹן לַטִּבְחָה בְּצֵאתִי מִירוּשָׁלָיִם           |
|    | Sabbats, célébrations, miracles et signes [à foison], lorsque je sortis d’Égypte. Deuils et attrition, et des poursuites sans raison, quand je sortis de Jérusalem.                     | ḥaggim veshabbatot oumoftim veotot betsēʾti miMitsrayim taʿanit vaʾevel ouredof hahevel betsēʾti miYroushalayim            | חַגִּים וְשַׁבָּתוֹת / וּמוֹפְתִים וְאוֹתוֹת בְּצֵאתִי מִמִּצְרָיִם תַּעֲנִית וָאֵבֶל / וּרְדֹף הַהֶבֶל בְּצֵאתִי מִירוּשָׁלָיִם         |
| 10 | Belles, les tanières, pour les quatre bannières, lorsque je sortis d’Égypte. Tentes d’Ismaéliens, et campements de païens, quand je sortis de Jérusalem.                                | tovou ohalim leʾarbaʿ deggalim betsēʾti miMitsrayim ʾohalei ishmaʿʾelim oumaḥanot ʿarelim betsēʾti miYroushalayim          | טוֹבוּ אֹהָלִים / לְאַרְבַּע הַדְּגָלִים בְּצֵאתִי מִמִּצְרָיִם אָהֳלֵי יִשְׁמְעֵאלִים / וּמַחֲנוֹת עֲרֵלִים בְּצֵאתִי מִירוּשָׁלָיִם      |
|    | Jubilé, an sabbatique, et la terre est pacifique, lorsque je sortis d’Égypte. Vendu sans recours, renvoyé pour toujours, quand je sortis de Jérusalem.                                  | yovel oushmita veʾerets shoqeta betsēʾti miMitsrayim makhour litsmitout vekharout likhritout betsēʾti miYroushalayim       | יוֹבֵל וּשְׁמִטָּה / וְאֶרֶץ שׁוֹקֵטָה בְּצֵאתִי מִמִּצְרָיִם מָכוּר לִצְמִיתוּת / וְכָתוּב לִכְרִיתוּת בְּצֵאתִי מִירוּשָׁלָיִם        |
|    | Propitiatoire, armoire, et les pierres de mémoire, lorsque je sortis d’Égypte. Pierres de fronde [qu’on me lance] et outils de malfaisance, quand je sortis de Jérusalem.               | kaporet veʾaron veʾavnei zikaron betsēʾti miMitsrayim veʾavnei haqelaʾ oukhelei habelaʿ betsēʾti miYroushalayim            | כַּפֹּרֶת וְאָרוֹן / וְאַבְנֵי זִכָּרוֹן בְּצֵאתִי מִמִּצְרָיִם וְאַבְנֵי הַקֶּלַע / וּכְלֵי הַבֶּלַע בְּצֵאתִי מִירוּשָׁלָיִם             |
|    | Lévites, aaronites, [et] 70 archimandrites, lorsque je sortis d’Égypte. Oppresseurs, persécuteurs, [ainsi que] vendeurs et acheteurs, quand je sortis de Jérusalem.                     | leviim veaharonim veshivʿim zeqenim betsēʾti miMitsrayim nogsim oumonim mokhrim veqonim betsēʾti miYroushalayim            | לְוִיִּים וְאַהֲרֹנִים / וְשִׁבְעִים זְקֵנִים בְּצֵאתִי מִמִּצְרָיִם נוֹגְשִׂים וּמוֹנִים / מוֹכְרִים וְקוֹנִים בְּצֵאתִי מִירוּשָׁלָיִם  |
|    | Moïse me conduit, et Aaron m’instruit, lorsque je sortis d’Égypte. Nebuchadenessar et [puis] Hadrien César, quand je sortis de Jérusalem.                                               | Moshe yirʿeni veAharon yanḥeni betsēʾti miMitsrayim Nevoukhadenetsar veAdrianos Keissar betsēʾti miYroushalayim            | מֹשֶׁה יִרְעֵנִי / וְאַהֲרֹן יַנְחֵנִי בְּצֵאתִי מִמִּצְרָיִם נְבוּכַדְנֶצַּר / וְאַדְרִיאָנוֹס קֵיסָר בְּצֵאתִי מִירוּשָׁלָיִם           |
| 15 | À la guerre, nous sommes montés, avec Dieu à nos côtés, lorsque je sortis d’Égypte. De nous, il s’est reclus, et voici [qu’]il n’est plus, quand je sortis de Jérusalem.                | naʿarokh milḥama vaʾA'donaï shama betsēʾti miMitsrayim raḥaq mimenou vehinē ʾēinennou betsēʾti miYroushalayim              | נַעֲרֹךְ מִלְחָמָה / וַייָ שָׁמָּה בְּצֵאתִי מִמִּצְרָיִם רָחַק מִמֶּנּוּ / וְהִנֵּה אֵינֶנּוּ בְּצֵאתִי מִירוּשָׁלָיִם                  |
|    | Barrières de la drapée, ordonnances de la rangée, lorsque je sortis d’Égypte. Une colère enflamée m’enserre [sans se consumer], quand je sortis de Jérusalem.                           | sitrei parokhet veśidrei maʿarekhet betsēʾti miMitsrayim ḥema nitekhet ʿalaï sovekhet betsēʾti miYroushalayim              | סִתְרֵי פָרֹכֶת / וְסִדְרֵי מַעֲרָכֶת בְּצֵאתִי מִמִּצְרָיִם חֵמָה נִתֶּכֶת / עָלַי סוֹבֶכֶת בְּצֵאתִי מִירוּשָׁלָיִם                |
|    | Holocaustes, sacrifices, et les bûchers, propices, lorsque je sortis d’Égypte. [Et] les épées poinçonnent les chers fils de Sion, quand je sortis de Jérusalem.                         | ʿolot ouzvaḥim veʾishei niḥoḥim betsēʾti miMitsrayim baḥerev medouqarim bnei Tsion hayeqarim betsēʾti miYroushalayim       | עוֹלוֹת וּזְבָחִים / וְאִשֵּׁי נִיחוֹחִים בְּצֵאתִי מִמִּצְרָיִם בַּחֶרֶב מְדֻקָּרִים / בְּנֵי צִיּוֹן הַיְקָרִים בְּצֵאתִי מִירוּשָׁלָיִם   |
|    | Les turbans de dignité dans toute leur splendeur portés, lorsque je sortis d’Égypte. Clameurs et railleries, quolibets et moqueries, quand je sortis de Jérusalem.                      | paʾarei migbaʿot lekhavod niqbaʿot betsēʾti miMitsrayim shriqot outrouʿot leqalon ouzevaʿot betsēʾti miYroushalayim        | פַּאֲרֵי מִגְבָּעוֹת / לְכָבוֹד נִקְבָּעוֹת בְּצֵאתִי מִמִּצְרָיִם שְׁרִיקוֹת וּתְרוּעוֹת / לְקָלוֹן וּזְוָעוֹת בְּצֵאתִי מִירוּשָׁלָיִם    |
|    | D’or le diadème, la souveraineté et l’emblème, lorsque je sortis d’Égypte. Il n’y a plus personne, on a jeté la couronne, quand je sortis de Jérusalem.                                 | tsitsat hazahav vehamshal varahav betsēʾti miMitsrayim ʾafes haʿezer vehoushlakh hanezer betsēʾti miYroushalayim           | צִיצַת הַזָּהָב / וְהַמְשַׁל וָרַהַב בְּצֵאתִי מִמִּצְרָיִם אָפֵס הָעֵזֶר / וְהֻשְׁלַךְ הַנֵּזֶר בְּצֵאתִי מִירוּשָׁלָיִם                |
| 20 | Prophétie, sainteté et présence manifestée, lorsque je sortis d’Égypte. Salie et souillée, malade et impurifiée, quand je sortis de Jérusalem.                                          | qedousha ounevouʾa oushkhina noraʾa betsēʾti miMitsrayim nigʾala oumorʾa vedava outmeʾa betsēʾti miYroushalayim            | קְדֻשָּׁה וּנְבוּאָה / וּשְׁכִינָה נוֹרָאָה בְּצֵאתִי מִמִּצְרָיִם נִגְאָלָה וּמוֹרְאָה / וְדָוָה וּטְמֵאָה בְּצֵאתִי מִירוּשָׁלָיִם        |
|    | Joie et rédemption, et trompettes d’expédition, lorsque je sortis d’Égypte. Cris du nourrisson, cadavre mort d’inanition, quand je sortis de Jérusalem.                                 | rina vishouʿa vaḥatsotserot terouʿa betsēʾti miMitsrayim zaʿaqat ʿolal ʿim naʾaqat ḥalal betsēʾti miYroushalayim           | רִנָּה וִישׁוּעָה / וַחֲצוֹצְרוֹת תְּרוּעָה בְּצֵאתִי מִמִּצְרָיִם זַעֲקַת עוֹלָל / עִם נַאֲקַת חָלָל בְּצֵאתִי מִירוּשָׁלָיִם         |
|    | Table et chandelier, encens, offrande à brûler, lorsque je sortis d’Égypte. Faux dieu abominable, statue, stèle [haïssables], quand je sortis de Jérusalem.                             | shoulḥan oumnora vekhalil ouqetora betsēʾti miMitsrayim veʾelil vetoʿeva oufessel matsava betsēʾti miYroushalayim          | שֻׁלְחָן וּמְנוֹרָה / וְכָלִיל וּקְטוֹרָה בְּצֵאתִי מִמִּצְרָיִם וֶאֱלִיל וְתוֹעֵבָה / וּפֶסֶל מַצֵּבָה בְּצֵאתִי מִירוּשָׁלָיִם         |
|    | Torah et leçon, engins de prédilection, lorsque je sortis d’Égypte. Joie, exultation, adieu soupirs, dépression, à mon retour à Jérusalem !                                             | tora outeʿouda oukhelei haḥemda betsēʾti miMitsrayim śaśon veśimḥa venaś yagon vaʾanaḥa beshouvi liYroushalayim            | תּוֹרָה וּתְעוּדָה / וּכְלֵי הַחֶמְדָה בְּצֵאתִי מִמִּצְרָיִם שָׂשׂוֹן וְשִׂמְחָה / וְנָס יָגוֹן וַאֲנָחָה בְּשׁוּבִי לִירוּשָׁלָיִם        |

#### Variantes
1. ↑  Variantes : 
  - יַעַן כִּי אַזְכִּירָה ya’an ki azkira, « parce que je me souviendrai »
  - ebr 553 שְׁחָרִים וְאַזְכִּירָה she’harim ve'azkira, « les matins et je me souviendrai »
2. ↑  Variante ebr 553 : בֵּתִי biti, « ma fille » (?)
3. ↑  D’après Lamentations 3:15 ; le manuscrit Oxford 7736 porte מְרוֹרִים merorim, « herbes amères, » qui suit plus fidèlement le verset, évoque l’offrande pascale (cf. Ex 12:8), et par conséquent la sortie d’Égypte.
4. ↑  Variantes : 
  - נְבוּכַדְ טִפְסָר Nevoukhad ṭifsar « Nevoukhad l’officier, » d’après Jérémie 51:27
  - וְאַדְרִיאָנוֹס הַצָּר veAdrianos hatsar, « Et Hadrien le persécuteur »
  - וּנְבוּכַדְנֶצַּר הָרַע וְטִיטוּס הָרָשָׁע ouNevoukhadnetsar haraʿ veTitous harashaʿ, « Et Nabuchodonosor le mauvais et Titus le méchant »

La mention de Titus est la plus fidèle au Midrash, qui voit en celui-ci plus encore qu’en son père Vespasien, le destructeur du second Temple ; il est cependant remplacé dans la plupart des versions par Hadrien, le désécrateur de Jérusalem qui a maté la révolte de Bar Kokhba.